# NGC 473
NGC 473 je galaxie v souhvězdí Ryby. Její zdánlivá jasnost je 12,4m a úhlová velikost 1,9′ × 1,2′. Je vzdálená 100 milionů světelných let. Galaxii objevil 15. října 1784 William Herschel.